# SK Sigma Olomouc
SK Sigma Olomouc is een Tsjechische voetbalclub uit de Moravische stad Olomouc. De club is in 1919 opgericht en speelt in het seizoen 2019/20 in de Fortuna liga.

## Geschiedenis
De club werd in 1919 opgericht als FK Hejčín, Hejčín was datzelfde jaar bij de stad Olomouc gevoegd. In 1949 fuseerde de club met 2 andere clubs en speelde op dat moment in de 4de klasse. In 1954 promoveerde de club voor het eerst naar de 3de klasse maar degradeerde na één seizoen. TJ MŽ Olomouc promoveerde in 1963 naar de 2de klasse en kon daar 2 seizoenen standhouden. De club zakte weg en in 1967 veranderde de naam in TJ Sigma MŽ Olomouc, Sigma is een pompmachinefabrikant uit de buurt.
In 1976 fuseerde TJ Sigma MŽ Olomouc met TJ Slovan Černovír, waarna Sigma B werd opgericht. In 1977 promoveerde de club terug naar de 2de klasse en in 1981 speelde de club voor het eerst op het hoogste niveau. Daar haalde de club slechts 16 punten en moest als laatste in de rangschikking terug naar de 2de klasse. In 1983 promoveerde de club opnieuw en bleef voortaan in de hoogste klasse. Na een knappe 4de plaats in 1986 mocht de club het volgende seizoen deelnemen aan de UEFA Cup. In 1991 werd de club 3de op slechts 2 punten achterstand van Sparta Praag.
Na de splitsing van Tsjecho-Slowakije bleef de club ook in de hoogste klasse en werd vicekampioen in 1996, de hoogste notering in de nationale competitie die de club ooit haalde. Michal Ordoš wist als aanvaller van Sigma beslag in het seizoen 2009/10 beslag te leggen op de topscorerstitel met 12 doelpunten. Het volgende seizoen wist de club voor het eerst de finale van de Tsjechische beker te halen. In 2012 werden twee prijzen gewonnen, de eerste was de nationale beker en daarna werd ook beslag gelegd op de Tsjechische supercup.
In het seizoen 2013/14 degradeerde de ploeg uit de Gambrinus liga, waardoor het voor het eerst sinds het uiteenvallen van Tsjecho-Slowakije Sigma niet op het hoogste niveau uitkomt, maar in de Fotbalová národní liga. De club wist na een moeizame seizoenstart zich naar het kampioenschap te spelen en Sigma-speler Václav Vašíček kroonde zich met 13 doelpunten tot topscorer. In het seizoen 2015/16 degradeerde Sigma opnieuw uit de Synot liga zoals het hoogste niveau dat seizoen heette, waardoor het in het seizoen 2016/17 uitkwam in de Fotbalová národní liga. Opnieuw lukte het de club direct beslag te leggen op het kampioenschap en opnieuw werd een speler van Sigma, ditmaal Jakub Plšek met 18 doelpunten, topscorer.

### Stadions
Sigma heeft in de loop der jaren op verschillende locaties gespeeld. Omdat de club in eerste instantie nog niet over een eigen veld beschikte, werd er gespeeld op een locatie Envelopa genoemd, dicht bij het centrum van Olomouc. Het eerste eigen veld was gelegen op een militair oefenterrein Šibeník genaamd, dicht bij de oude dorpskern Hejčín. In 1938 werd de club opnieuw gedwongen te verhuizen en speelde enige tijd op het veld van SK Olomouc nabij het Hradisko-klooster. Dit duurde tot 1945 waarna de club tijdelijk verhuisde naar Andrův stadion. Uiteindelijk werd in 1946 een geschikte locatie gevonden in Řepčín. Op deze plek werd in 1958 door de club een eerste stadion gebouwd, het huidige Fotbalový stadion v Řepčíně. Door het succes van de club, het speelde sinds het seizoen 1963/64 op het tweede niveau van het Tsjecho-Slowaakse voetbal, werd duidelijk dat de club in Řepčín uit haar jas was gegroeid en werd besloten in 1965 naar Stadion Míru, zoals Andrův stadion op dat moment heette, te verhuizen. In 1977 werd begonnen met de bouw van de huidige hoofdtribune ter vervanging van de oude houten tribune. In verloop van tijd is dit stadion verder gemoderniseerd met voor het laatst een reconstructie van de hoofdtribune voor het EK onder 21 in 2015.

## Naamsveranderingen
- 1919 – opgericht als FK Hejčín (Fotbalový klub Hejčín)
- 1920 – SK Hejčín Olomouc (Sportovní klub Hejčín Olomouc)
- 1947 – Hejčínský SK Banské a Hutní Olomouc (Hejčínský sportovní klub Banské a Hutní Olomouc)
- 1948 – ZSJ BH Olomouc (Základní sportovní jednota Banské a Hutní Olomouc)
- 1949 – fusie met Slavoj Hejčín Olomouc & ZSJ Spartak MZ Olomouc → Sokol MŽ Olomouc (Sokol Moravské železárny Olomouc)
- 1952 – Sokol Hanácké zelezárny Olomouc
- 1953 – DSO Baník MŽ Olomouc (Dobrovolná sportovní organizace Baník Moravské železárny Olomouc)
- 1955 – TJ Spartak MŽ Olomouc (Tělovýchovná jednota Spartak Moravské železárny Olomouc)
- 1956 – fusie met TJ Slavoj Cukrovar → TJ Spartak MŽ Olomouc (Tělovýchovná jednota Spartak Moravské železárny Olomouc)
- 1960 – TJ MŽ Olomouc (Tělovýchovná jednota Moravské železárny Olomouc)
- 1967 – TJ Sigma MŽ Olomouc (Tělovýchovná jednota Sigma Moravské železárny Olomouc)
- 1979 – TJ Sigma ZTS Olomouc (Tělovýchovná jednota Sigma Závody těžkého strojírenství Olomouc)
- 1990 – SK Sigma MŽ Olomouc (Sportovní klub Sigma Moravské železárny Olomouc, a. s.)
- 1996 – SK Sigma Olomouc (Sportovní klub Sigma Olomouc, a. s.)

## Erelijst
| Nationaal tot 1993                    |    |                  |
| Kampioen Česká národní fotbalová liga | 2× | 1981/82, 1983/84 |
| Nationaal sinds 1993                  |    |                  |
| Kampioen Fotbalová národní liga       | 2× | 2014/15, 2016/17 |
| Finalist van Ondrášovka Cup           | 1× | 2010/11          |
| Winnaar van Ondrášovka Cup            | 2× | 2011/12, 2024/25 |
| Winnaar van Supercup van Tsjechië     | 1× | 2012             |

## Resultaten

### Competitieresultaten

#### Competitieresultaten tot 1993
| 2 |

| 1 |

| 9 |

| 14 |

| 4 |

| 5 |

| 6 |

| 11 |

| 8 |

| 6 |

| 5 |

| 6 |

| 1 |

| 9 |

| 4 |

| 5 |

| 6 |

| 3 |

| 3 |

| 4 |

| 1 |

| 16 |

| 1 |

| 6 |

| 4 |

| 14 |

| 5 |

| 10 |

| 8 |

| 3 |

| 3 |

| 5 |

| Československá fotbalová liga  |
| Česká národní fotbalová liga   |
| Národní fotbalová liga – sk. B |

| Devize D                      |
| 2. liga – sk. B               |
| Severomoravský krajský přebor |

| Československá fotbalová liga  |
| Česká národní fotbalová liga   |
| Národní fotbalová liga – sk. B |

| Devize D                      |
| 2. liga – sk. B               |
| Severomoravský krajský přebor |

#### Competitieresultaten 1993-heden
| 7 |

| 8 |

| 2 |

| 8 |

| 3 |

| 4 |

| 12 |

| 3 |

| 10 |

| 11 |

| 3 |

| 4 |

| 9 |

| 14 |

| 11 |

| 4 |

| 6 |

| 4 |

| 111 |

| 5 |

| 15 |

| 1 |

| 15 |

| 1 |

| 4 |

| 8 |

| 112 |

| 9 |

| 8 |

| 6 |

| 8 |

| 6 |

| 1. česká fotbalová liga |

| Fotbalová národní liga |

| 1. česká fotbalová liga |

| Fotbalová národní liga |

1 In het seizoen 2011/12 werd Sigma 9 punten in mindering gebracht, vanwege haar aandeel in een corruptieschandaal. Zonder deze straf zou Sigma als 6e zijn geëindigd. 

2 Het seizoen 2019/20 is door de corona-crisus niet volledig uitgespeeld.

### Europese resultaten

#### Europese resultaten 1993-2024
| – |

| – |

| – |

| 2Q |

| – |

| 1R |

| 1R |

| 2 |

| 1R |

| Q |

| – |

| 1R |

| 4 |

| – |

| – |

| – |

| PO |

| – |

| – |

| – |

| – |

| – |

| – |

| – |

| – |

| PO |

| – |

| – |

| – |

| – |

| – |

| geen Europees voetbal |

| UEFA Cup / Europa League |

| Intertoto Cup |

| geen Europees voetbal |

| UEFA Cup / Europa League |

| Intertoto Cup |

## SK Sigma Olomouc in Europa
SK Sigma Olomouc speelt sinds 1986 in diverse Europese competities. Hieronder staan de competities en in welke seizoenen de club deelnam:
- Europa League (3x)

2009/10, 2018/19, 2025/26
- UEFA Cup (9x)

1986/87, 1991/92, 1992/93, 1996/97, 1998/99, 1999/00, 2001/02, 2002/03, 2004/05
- Intertoto Cup (2x)

2000, 2005
- Mitropacup (1x)

1986

## Verbonden aan SK Sigma Olomouc

### Trainers
- Vlastimil Palička (1993)
- Dušan Radolský (1993-1995)
- Vítězslav Kolda (1995)
- Karel Brückner (1995-1997)
- Milan Bokša (1997-1999)
- Leoš Kalvoda (1999)
- Dan Matuška (1999)
- Petr Žemlík (1999/00)
- Leoš Kalvoda (2000/01)
- Jiří Vaďura (2001/02)
- Petr Uličný (2003-2006)
- Vlastimil Palička (2006)
- Vlastimil Petržela (2006/07)
- Martin Pulpit (2007/08)
- Jiří Fryš (2008)
- Zdeněk Psotka (2008-2011)
- Petr Uličný (2011/12)
- Roman Pivarník (2012/13)
- Martin Kotůlek (2013)
- Zdeněk Psotka (2013/14)
- Ladislav Minář (2014)
- Leoš Kalvoda (2014/15)
- Václav Jílek (2015-2019)
- Radoslav Látal (2019-2021)
- Václav Jílek (2021-2024)
- Jiří Saňák (2024)
- Tomáš Janotka (2024-heden)

### Bekende (oud-)spelers
- Lukáš Bajer
- Karel Brückner
- Martin Fabuš
- Marek Heinz
- Tomáš Hořava
- Roman Hubník
- Tomáš Kalas
- Radoslav Kováč
- Filip Lukšík
- Michal Ordoš
- Jakub Podaný
- Ľubomír Reiter
- David Rozehnal
- Vojtěch Schulmeister
- Marek Špilár
- Tomáš Ujfaluši
- Stanislav Vlček
- Stef Wijlaars
- David Zima

### Topscorers
| Speler          | 1. liga | FNL | Totaal |
| --------------- | ------- | --- | ------ |
| Michal Ordoš    | 48      | 11  | 59     |
| Jakub Plšek     | 26      | 28  | 54     |
| Stanislav Vlček | 42      | 0   | 42     |
| Jan Navrátil    | 34      | 6   | 40     |
| Michal Hubník   | 35      | 0   | 35     |
| Ľubomír Reiter  | 31      | 0   | 31     |
| Josef Mucha     | 28      | 0   | 28     |
| David Houska    | 21      | 4   | 25     |
| Tomáš Chorý     | 5       | 19  | 24     |
| Radek Onderka   | 24      | 0   | 24     |
| Jakub Petr      | 18      | 6   | 24     |

#### Topscorers per seizoen
| Seizoen | Competitie              | Speler                      | Aantal |
| ------- | ----------------------- | --------------------------- | ------ |
| 1993/94 | 1. česká fotbalová liga | Roman Hanus                 | 7      |
| 1994/95 | 1. česká fotbalová liga | Radek Onderka               | 6      |
| 1995/96 | 1. česká fotbalová liga | Miroslav Baranek            | 13     |
| 1996/97 | 1. česká fotbalová liga | Karel Rada                  | 8      |
| 1997/98 | Gambrinus liga          | Radek Drulák                | 10     |
| 1998/99 | Gambrinus liga          | Marek Heinz                 | 9      |
| 1999/00 | Gambrinus liga          | Stanislav Vlček             | 13     |
| 2000/01 | Gambrinus liga          | Pavel Hapal                 | 14     |
| 2001/02 | Gambrinus liga          | Ľubomír Reiter              | 8      |
| 2002/03 | Gambrinus liga          | Ľubomír Reiter Aleš Urbánek | 5      |
| 2003/04 | Gambrinus liga          | Ľubomír Reiter              | 15     |
| 2004/05 | Gambrinus liga          | Peter Babnič                | 8      |
| 2005/06 | Gambrinus liga          | Michal Hubník               | 6      |
| 2006/07 | Gambrinus liga          | Vojtěch Schulmeister        | 9      |
| 2007/08 | Gambrinus liga          | Lukáš Bajer                 | 4      |
| 2008/09 | Gambrinus liga          | Michal Ordoš                | 9      |
| 2009/10 | Gambrinus liga          | Michal Ordoš                | 12     |
| 2010/11 | Gambrinus liga          | Michal Hubník               | 12     |
| 2011/12 | Gambrinus liga          | Adam Varadi                 | 6      |
| 2012/13 | Gambrinus liga          | Michal Ordoš                | 14     |
| 2013/14 | Gambrinus liga          | Martin Doležal              | 8      |
| 2014/15 | Fotbalová národní liga  | Václav Vašíček              | 13     |
| 2015/16 | Synot liga              | Jan Navrátil Michal Ordoš   | 5      |
| 2016/17 | Fotbalová národní liga  | Jakub Plšek                 | 18     |
| 2017/18 | HET liga                | Jakub Plšek                 | 11     |
| 2018/19 | Fortuna liga            | Martin Nešpor               | 8      |
| 2019/20 | Fortuna liga            | Lukáš Juliš                 | 8      |
| 2020/21 | Fortuna liga            | Pablo González              | 7      |
| 2021/22 | Fortuna liga            | Antonín Růsek               | 7      |
| 2022/23 | Fortuna liga            | Mojmír Chytil               | 12     |
| 2023/24 | Fortuna liga            | Lukáš Juliš                 | 12     |

## SK Sigma Olomouc „B“
SK Sigma Olomouc „B“ is het tweede elftal van SK Sigma Olomouc. Het team komt sinds het seizoen 2022/23 uit in de Fortuna národní liga.

## SK Sigma Olomouc Ženy
SK Sigma Olomouc Ženy is het vrouwenelftal van SK Sigma Olomouc. Het team komt uit in de Druhá liga žen.